# Amerila metasarca
Amerila metasarca är en fjärilsart som beskrevs av George Francis Hampson 1911. Amerila metasarca ingår i släktet Amerila och familjen björnspinnare. Inga underarter finns listade i Catalogue of Life.